# Neologismo
Un neologismo es, dentro de un determinado idioma, una palabra o expresión relativamente reciente y aislada que se está haciendo de uso corriente, sin llegarlo a ser del todo aún. Con frecuencia se relaciona con una innovación técnica o cultural en la sociedad. Una palabra nace generalmente cuando surge una nueva realidad que exige ser nombrada, como inventos y descubrimientos, y también para nombrar nuevos fenómenos políticos, económicos o culturales.
Un término nuevo es un neologismo con respecto a la época en que surge; luego, y teniendo en cuenta ciertos parámetros, deja de serlo. En el idioma español fueron en su momento neologismos palabras como anestesia, guillotina, autopsia, bolígrafo, telescopio, radar, tren, ovni, robot.
Parte de los neologismos del español provienen de otras lenguas como el inglés y el francés.
Algunos sostienen que la creación de neologismos se produce por modas y por necesidades de nuevas denominaciones. Desde el punto de vista del purismo, hay neologismos innecesarios, como los que alargan las palabras convirtiéndolas en archisílabas, pero también hay otros neologismos necesarios como, por ejemplo, bonobús o seropositivo. Sin embargo, otros especialistas creen que los neologismos dinamizan la lengua y la mantienen viva.
Hoy en día, los medios de comunicación son los principales propagadores de los neologismos y de los préstamos lingüísticos. Algunos de estos términos tienen una vida efímera.

## Recursos de creación de palabras
Todas las lenguas tienen estos recursos para formar ciertas palabras nuevas:
- Composición: Se forma una nueva palabra a partir de la unión de dos o más palabras ya existentes; por ejemplo, hispano + América = Hispanoamérica.

- Derivación: Adición. Se añaden prefijos o sufijos a la raíz o lexema de una palabra; por ejemplo, América + -no = americano.

- Parasíntesis: Combinación. Se forman palabras nuevas combinando la composición y la derivación; por ejemplo, por- + dios + -ero = pordiosero.

- Acronimia: Iniciales. A partir de las iniciales de varias palabras se crea una nueva; por ejemplo, ESO (Educación Secundaria Obligatoria), láser (del acrónimo inglés LASER: light amplification by stimulated emission of radiation, ‘amplificación de la luz mediante emisión estimulada de radiación’), ovni (del acrónimo OVNI: objeto volador no identificado).

## Clasificación de los neologismos
- Neologismo de forma: son palabras creadas a partir de cambios morfológicos de vocablos ya existentes en la propia lengua: por ejemplo, aeronave se forma de la unión de aéreo más nave; teledirigido se forma de la unión de tele- y dirigido.
- Neologismos semánticos:[5] son vocablos ya existentes en una lengua que adquieren un nuevo significado. La palabra virus, por ejemplo, fue exportada del lenguaje médico al mundo de la informática por la semejanza que existe entre los procesos virales y los procesos de infección de las computadoras y de difusión viral de contenidos en las redes sociales.[6]
- Extranjerismos.
- Barbarismo.

No se deben considerar neologismos las siguientes palabras, ya que son palabras compuestas:
- Aumentativos, diminutivos y superlativos, por su capacidad casi ilimitada de formar palabras derivadas.
- Adverbios terminados en -mente.
- Palabras formadas con el prefijo ex cuando se une a radicales simples o derivados que hacen referencia a cargos, oficios o relaciones personales como, por ejemplo, expresidente, exnovio, etc.[7]
- Gentilicios, a excepción de los compuestos, del tipo hispanochino, judeoitaliano, etc.
- Unidades léxicas compuestas altamente especializadas; por ejemplo cistoprostatectomía.
- Siglas y abreviaturas, excepto cuando son la base de un proceso de formación de una nueva palabra como, por ejemplo ufología, radar, láser, etc.

## Recursos neológicos en español
Los recursos neológicos son las formas o procedimientos que se emplean para crear neologismos. Estos son los usados en idioma español:
| Recurso neológico | Procedimiento                              | Ejemplos                     |
| ----------------- | ------------------------------------------ | ---------------------------- |
| Cultismo          | Tomados del latín, sin evolución fonética  | Nocturno, púrpura            |
| Semicultismo      | Tomados del latín, de evolución incompleta | Siglo, molde, peligro        |
| Composición       | Lexema + lexema                            | Picapiedra, bienvenido       |
| Derivación        | Lexema + morfema                           | Melonar                      |
| Nueva palabra     | Prefijos, sufijos                          | Aeronáutica, telescopio      |
| Préstamo          | Adaptación de otras lenguas                | Tranvía, fútbol, informática |
| Calco             | Traducción                                 | Rascacielos                  |
| Lexicalización    | Yuxtaposición de iniciales                 | Renfe                        |
| Onomatopeya       | Imitación                                  | Chirriar                     |
| Metáfora          | Semejanza                                  | Boca (del metro)             |

## La novedad
Todo neologismo implica novedad. No hay novedad por el hecho de que una palabra sea compuesta. Por ejemplo, las palabras entrecerrar y entreabrir no son novedosas, por lo que no son neologismos, ya que llevan mucho tiempo en el vocabulario común y admitido. Por otro lado, la sinonimia permite el uso de palabras en contextos nuevos sin que sean propiamente neologismos. Por ejemplo, el empleo de las palabras creyente o bautizado para designar al católico no implica que estemos ante neologismos o términos novedosos.
Es complicado saber cuándo un giro implica novedad. Por ejemplo, llamar gato a un félido, sea un tigre o un león, no implica novedad. La palabra gato aparece en multitud de contextos. Si usamos el término gato en la expresión gato encerrado o pensando en un hombre astuto, podemos alejarnos mucho del sentido original de la palabra sin que por eso la contextualización implique novedad.
En cambio, sí hay novedad a la hora de nombrar, por ejemplo, nuevas realidades que surgen de fenómenos tecnológicos, sociales o económicos. La red Antenas Neológicas, creada en 2002, se dedica a estudiar a observación y estudiar la innovación léxica de las distintas variedades del español. Entre sus registros se pueden observar palabras como Wiki, queer, y ecoparque.

### ¿Cuándo un neologismo deja de serlo?
Los especialistas tienen en cuenta ciertos parámetros previamente consensuados para determinar que una palabra deja de ser neológica. Los criterios más usados son, que hayan pasado diez años desde su primera utilización o que la palabra haya sido incorporada en un diccionario.